# 名鉄各務原駅
もしかして
- 名電各務原駅

ではありませんか？